# اضطراب (علم البيئة)

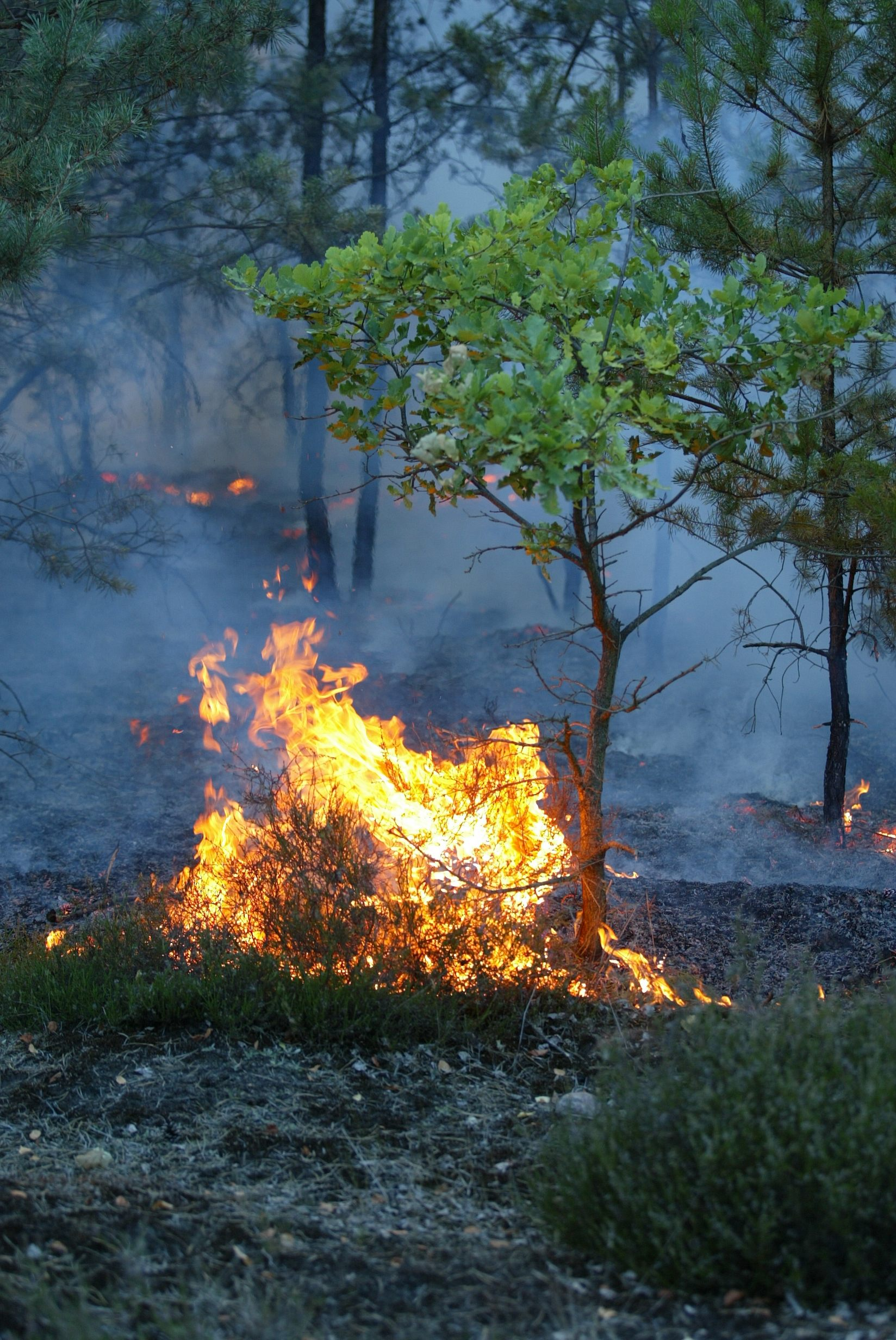

في علم البيئة، يعتبر الاضطراب تغيرًا مؤقتًا في الظروف البيئية التي تسبب تغيرًا واضحًا في النظام البيئي. غالبًا ما تحدث الاضطرابات بسرعة وبتأثير كبير، مُحدثة تغييرًا في البنية الفيزيائية أو ترتيب العناصر الحيوية وغير الحيوية. يمكن حدوث الاضطراب أيضًا على مدى فترة طويلة من الزمن ويمكن أن يؤثر على التنوع الحيوي في نظام بيئي ما. تشمل الاضطرابات البيئية الرئيسة الحرائق والفيضانات والعواصف وتفشي الحشرات. تضم الاضطرابات الرئيسة الزلازل، ومختلف أنواع الثورانات البركانية، والتسونامي، والعواصف النارية، والاصطدامات، وتغير المناخ، والآثار المدمرة للتأثير البشري على البيئة (الاضطرابات بشرية المنشأ) مثل إزالة الأشجار والغابات، وإدخال أنواع مجتاحة. لا تتفرد الأنواع المجتاحة في التأثير على النظام البيئي؛ إذ يمكن أيضًا للأنواع التي تظهر بشكل طبيعي أن تسبب اضطرابات بسلوكها. يمكن أن يكون لقوى الاضطرابات آثار مباشرة عميقة على النظم البيئية، فيمكن أن تؤثر على الجماعة الحيوية إلى حد كبير. بسبب هذه الآثار والتأثيرات على السكان؛ يحدد الاضطراب التحولات أو التغيرات المستقبلية في السيادة الوراثية، إذ تسود أنواع مختلفة تباعًا، بإظهار خصائص دورة حياتها، وما يرتبط بها من أشكال الحياة، على مر الزمن.

## مواصفات
تتأثر الظروف التي تحدث فيها الاضطرابات الطبيعية بصورة رئيسة بالمناخ والطقس والموقع. على سبيل المثال، تحدث الاضطرابات الطبيعية الناجمة عن الحرائق غالبًا في المناطق التي يرتفع فيها معدل حدوث البرق ووجود الكتلة الحيوية القابلة للاشتعال، مثل النظم البيئية للصنوبر ذي الأوراق الطويلة في جنوب شرق الولايات المتحدة. غالبًا ما تحدث الظروف بصفتها جزءًا من دورة ما، وقد تكون الاضطرابات دورية. يمكن أن تحدث اضطرابات أخرى، مثل تلك التي يسببها البشر أو الأنواع المجتاحة أو الاصطدامات، في أي مكان ولا تكون بالضرورة اضطرابات دورية. قد ينتج عن دوامة الانقراض اضطرابات متعددة أو تكرار أكبر لاضطراب واحد. بمجرد حدوث اضطراب، يتذبذب التكاثر أو إعادة النمو في ظل ظروف من التنافس الضئيل على المكان أو الموارد الأخرى. فبعد التذبذب الأول، يتباطأ التكاثر بنشوء نبتة؛ إذ تصعب جدًا إزاحتها. نظرًا لتنوع أشكال الاضطراب؛ يؤثر هذا بشكل مباشر على الكائنات الحية التي ستستغل الاضطرابات وتخلق تنوعًا في نظام بيئي معين.

## اضطراب دوري
في كثير من الأحيان، عندما تحدث الاضطرابات بصورة طبيعية، فإنها توفر ظروفًا تُفضل نجاح أنواع مختلفة من الكائنات الحية على كائنات ما قبل الاضطراب. يمكن عزو ذلك إلى التغيرات الفيزيائية في الظروف الحيوية وغير الحيوية للنظام البيئي. بسبب ذلك؛ يمكن لقوة الاضطراب تغيير النظام البيئي مدة أطول بكثير من الفترة التي تستمر فيها الآثار المباشرة. مع مرور الوقت في أعقاب الاضطراب، قد تحدث تحولات في السيادة الحيوية مع أشكال حياة نبات عشبي عابر ويتفوق عليه تدريجيًا نبات معمر أطول وشجيرات وأشجار. غير أنه في غياب المزيد من قوى الاضطراب، تعود كثير من النظم البيئية إلى الاتجاه نحو ظروف ما قبل الاضطرابات. تصبح الأنواع التي تعيش طويلًا وتلك التي يمكن تجديدها بوجود الكاملين منها، سائدة أخيرًا. يطلق على هذا التغيير -الذي يقترن بتغيرات وفرة الأنواع المختلفة بمرور الوقت- بالتعاقب البيئي. يؤدي التعاقب غالبًا إلى ظروف تعيد اضطراب النظام البيئي.
تشكل غابات الصنوبر في غرب أمريكا الشمالية مثالًا جيدًا على مثل هذه الدورة التي تشمل تفشي الحشرات. تؤدي خنافس الصنوبر الجبلية دورًا هامًا في الحد من أشجار الصنوبر مثل الصنوبر الملتف أو الشاطئي في غابات غرب أمريكا الشمالية. في عام 2004، أثرت الخنافس على أكثر من تسعين ألف كيلومتر مربع. توجد هذه الخنافس في المراحل الوبائية والمتوطنة. أثناء المراحل الوبائية، تقتل أسراب الخنافس أعدادًا كبيرة من الصنوبر القديمة. تخلق هذه الوفيات فرصًا في الغابات للغطاء النباتي الجديد. تزدهر أنواع التنوب والشوح وأشجار الصنوبر الأحدث، والتي لا تتأثر بالخنافس، في شواغر الظلة المتاحة. في النهاية، تنمو أشجار الصنوبر لتصبح ظلة وتستبدل تلك المفقودة. في كثير من الأحيان، تستطيع أشجار الصنوبر الحديثة التصدي لهجمات الخنفس، ولكن مع نموها، تصبح أشجار الصنوبر أقل قوة وأكثر عرضة للإصابة. تخلق هذه الدورة من الموت وإعادة النمو فسيفساء زمنية من الصنوبر في الغابة. تحدث دورات مماثلة بالاقتران مع اضطرابات أخرى مثل الحرائق والعواصف.
عندما تؤثر أحداث الاضطرابات المتعددة على الموقع نفسه في تعاقب سريع؛ يؤدي ذلك غالبًا إلى «اضطراب مركب»، وهو حدث ينشئ -نظرًا لتجمع القوى- وضعًا جديدًا يتجاوز مجموع أجزائه. على سبيل المثال، قد تتسبب العواصف التي تعقبها حرائق، في درجات حرارة نارية لفترات غير متوقعة حتى في حرائق الغابات الشديدة، وقد تخلف تأثيرات مفاجئة على المرحلة المتعاقبة، ما بعد الحريق. يمكن وصف الإجهادات البيئية بأنها ضغط على البيئة، مع متغيرات معقدة مثل التغيرات الشديدة في درجة الحرارة أو الهطول، التي تؤدي جميعها دورًا في تنوع النظام البيئي وتعاقبه. مع الاعتدال البيئي، يزداد التنوع بسبب تأثير الاضطراب المتوسط، ويقل بسبب تأثير الاستبعاد التنافسي، ويتزايد بسبب منع الاستبعاد التنافسي عبر الافتراس المعتدل، ويقل بسبب انقراض الفريسة محليًا من خلال الافتراس الشديد. يقلل خفض كثافة التكاثر من أهمية التنافس على مستوى معين من الإجهاد البيئي.

## الفصائل المتكيفة مع الاضطراب
قد يؤدي الاضطراب إلى تغيير الغابة بشكل كبير. بعد ذلك، تغطى أرضية الغابات غالبًا بالمواد الميتة. تعزز هذه المواد المتحللة وأشعة الشمس الوفيرة من وفرة النمو الجديد. في حالة حرائق الغابات، يعاد إلى التربة بسرعة جزء من المغذيات المحتفَظ بها سابقًا في الكتلة الحيوية النباتية، مع إحراق الكتلة الحيوية. تستفيد العديد من النباتات والحيوانات من ظروف الاضطراب. بعض الأنواع مناسبة بشكل خاص للاستفادة من المواقع التي تعرضت للاضطراب مؤخرًا. يمكن للغطاء النباتي الذي ينطوي على إمكانية النمو السريع أن يستفيد بسرعة من انعدام التنافس. في شمال شرق الولايات المتحدة، سرعان ما تملأ الأشجار التي لا تتحمل المعيشة في الظل (التواقة للضوء) -مثل أشجار كرز الدبوس والحور راجفياني- فجوات الغابات الناجمة عن الحرائق أو العواصف (أو الاضطرابات البشرية). على نحو ممثال، يتكيف القيقب الفضي والدلب الغربي جيدًا مع السهول الفيضية. تتميز هذه الفصائل بدرجة عالية من التحمل للمياه الراكدة، وتسود كثيرًا في السهول الفيضية حيث تُباد الأنواع الأخرى بشكل دوري.
عندما تفسد شجرة ما، تمتلئ الفجوات عادةً بشتلات عشبية صغيرة، لكن هذا ليس الحال دائمًا، إذ يمكن أن تتطور البراعم من الشجرة الساقطة وتستولي على الفجوة. يمكن أن يكون للقدرة على الاستنبات آثار كبيرة على مجتمع النباتات، إذ لا يقدر مجتمع النباتات الذي يستفيد عادةً من الفجوة الناجمة عن سقوط الأشجار، على التنافس مع براعم الأشجار الساقطة.
هناك نوع آخر يتكيف جيدًا مع اضطراب معين، وهو صنوبر جاك في الغابات الشمالية المعرضة لحرائق التاج. تمتلك هذه الأشجار، فضلًا عن بعض أنواع الصنوبر الأخرى، مخاريط متخصصة لإطلاق البذور، التي لا تفتح وتطلق بذورها إلا بحرارة كافية تولدها الحرائق. نتيجة لذلك؛ يسود هذا النوع غالبًا في مناطق قل فيها التنافس بفعل الحرائق.
يُشار إلى الأنواع المتكيفة جيدًا للاستفادة من مواقع الاضطرابات بالطلائع أو الأنواع التعاقبية المبكرة. تمتلك هذه الأنواع التي لا تتحمل المعيشة في الظل، القدرة على التمثيل الضوئي بمعدلات عالية؛ ونتيجة لذلك تنمو بسرعة. يتوازن نموها السريع بدورات حياة قصيرة غالبًا. علاوة على ذلك، وعلى الرغم من أن هذه الأنواع كثيرًا ما تسود مباشرةً على أثر اضطراب ما، فإنها لا تستطيع التنافس مع الأنواع التي تتحمل الظل لاحقًا، فتُستبدل هذه الأنواع عبر التعاقب. غير أن هذه التحولات قد لا تعكس الدخول التدريجي إلى مجتمع الأشكال الأطول عمرًا، بل بدلًا من ذلك، تعكس النشوء التدريجي والسيادة للأنواع التي قد تكون موجودة، ولكن بشكل غير واضح بعد الاضطراب مباشرةً.
في حين يتعين على النباتات التعامل مباشرة مع الاضطرابات، فإن العديد من الحيوانات لا تتأثر بهذه الاضطرابات على الفور. يقدر المعظم بنجاح على التهرب من الحرائق، ويزدهر العديد منهم بعد ذلك في ظل وفرة النمو الجديد على أرض الغابات. تدعم الظروف الجديدة مجموعة أوسع من النباتات، التي غالبًا ما تكون غنية بالمواد المغذية مقارنةً بالغطاء النباتي ما قبل الاضطراب. تدعم النباتات بدورها مجموعة متنوعة من الحياة البرية، ما يزيد بصورة مؤقتة التنوع الحيوي في الغابات.